# Liste des widget toolkits
Cet article contient une liste des widget toolkits.
Un widget toolkit (en français, boite d'outils de composant d'interface graphique) est une bibliothèque logicielle destinée à concevoir des interfaces graphiques.

## Widget toolkits de bas niveau

### Intégré ausystème d'exploitation
| Nom                      | Licence      | Commentaires                                                                                  | Liens |
| ------------------------ | ------------ | --------------------------------------------------------------------------------------------- | ----- |
| Boîte à outils Macintosh | Propriétaire | C'est l'API Macintosh. Sous Mac OS X, elle s'appelle Carbon                                   |       |
| Windows API              | Propriétaire | Elle est utilisée dans Microsoft Windows, qui avait un système graphique intégré jusqu'à 2006 |       |

### Comme une couche séparée dusystème d'exploitation
| Nom             | Licence               | Commentaires | Liens |
| --------------- | --------------------- | --- | ----- |
| X Window System | Licence X11           | Contient une bibliothèque de très bas niveau appelée Intrinsics ou Xt. Mais celle-ci n'est utilisée que par Motif et Xaw. La plupart des autres toolkits comme GTK ou Qt passent par elles et utilisent Xlib, qui est la bibliothèque du plus bas niveau |       |
| Microsoft Vista | Logiciel_propriétaire | Depuis 2006 Microsoft a séparé le système graphique du noyau |       |

## Widget toolkits de haut niveau

### SurAmigaOS
| Nom                  | Licence                  | Commentaires | Liens |
| -------------------- | ------------------------ | --- | ----- |
| BOOPSI               | ?                        | Fût lancé avec la version 2.0 d'AmigaOS                                                                                           |       |
| Magic User Interface | Shareware                | |       |
| Zune                 | LGPL                     | Un toolkit graphique orienté objet qui est une partie du projet AROS. C'est presque un clône Open Source de Magic User Interface. |       |
| ClassACT             | Propriétaire             | |       |
| ReAction             | ?                        | Évolution de ClassACT. |       |
| Triton               | ?                        | |       |
| BGUI                 | Librement redistribuable | |       |
| StormWIZARD          | ?                        | Basé sur IFF, développé par Thomas Mittelsdorf                                                                                    |       |
| Feelin               | ?                        | Basé sur l'XML, développé par Olivier Laviale                                                                                     |       |
| Cygnix               | ?                        | Version AmigaOS du X11. |       |
| ScalOS               | ?                        | |       |
| GTK MUI              | ?                        | |       |
| Cairo                | LGPL et MPL              | Pour AmigaOS 4.0 |       |

### SurMacintosh
| Nom        | Licence         | Commentaires                            | Liens |
| ---------- | --------------- | --------------------------------------- | ----- |
| Cocoa      | Propriétaire    | Utilisé dans Mac OS X (voir aussi Aqua) |       |
| MacApp     | Licence MacAPP  | Framework Macintosh                     |       |
| MacZoop    | Licence MacZoop | Framework C++ Macintosh                 |       |
| PowerPlant | BSD             | Framework Macintosh                     |       |

### surMicrosoft Windows
| Nom                                | Licence                                           | Commentaires                                                                              | Liens                   |
| ---------------------------------- | ------------------------------------------------- | ----------------------------------------------------------------------------------------- | ----------------------- |
| Microsoft Foundation Classes (MFC) | Propriétaire                                      | Utilisé par la plupart des développeurs sur le système Microsoft Windows[réf. nécessaire] |                         |
| Windows Template Library (WTL)     | Common Public License et Microsoft Public License |                                                                                           |                         |
| SmartWin++                         | GPL                                               |                                                                                           |                         |
| Object Windows Library             | Propriétaire                                      | Alternative de Borland aux Microsoft Foundation Classes                                   |                         |
| Visual Component Library           | Propriétaire                                      | Un toolkit de Borland utilisé dans C++ Builder et ses produits Delphi                     |                         |
| Windows Forms                      | ?                                                 |                                                                                           | (en) Article anglophone |
| Windows Presentation Foundation    | ?                                                 |                                                                                           |                         |
| Key Objects Library                | ?                                                 |                                                                                           |                         |

### surUnixsous lesystème X Window
Notons que le système X Window était développé à l'origine pour les systèmes d'exploitation Unix-like. Mais aujourd'hui, il fonctionne sur Microsoft Windows.
| Nom            | Licence          | Commentaires | Liens |
| -------------- | ---------------- | --- | ----- |
| Xaw            | ?                | |       |
| OpenLook/XView | Domaine Public   | Incompatible avec les versions récentes de X.Org (Abandonné par Sun en 1993)                                                          |       |
| Motif          | LGPL depuis 2012 | Utilisé dans Common Desktop Environment                                                                                               |       |
| LessTif        | LGPL             | Version libre de Motif |       |
| InterViews     | BSD              | Un toolkit écrit en C++ |       |
| IRIS ViewKit   | Propriétaire     | Une bibliothèque C++ d'objet pour développer des applications Motif par Silicon Graphics (et son implémentation libre Hungry Viewkit) |       |

### Multiplate-forme

#### Basé surFlash
| Nom         | Licence      | Commentaires | Liens |
| ----------- | ------------ | --- | ----- |
| Adobe Flash | Propriétaire | Permet de créer des composants d'interface graphique fonctionnant sur la plupart des navigateurs web et plusieurs téléphones mobiles               |       |
| Adobe Flex  | MPL          | Fournit de composants d'interface graphique de haut niveau pour créer des interface web. Les Widgets d'Adobe Flash peuvent être utilisés dans Flex |       |

- Les interfaces graphiques faite en Flash ou en Flex peuvent être lancées en dehors du navigateur grâce à l'environnement d'exécution Adobe AIR
- L'équivalent libre de Flash, GNU Gnash, qui est en développement, peut aussi lancer les interface graphiques en Flash en dehors du navigateur.

#### Basé sur leXML
- XUL
- XAML
- Trixul
- XUI

#### Basé surAJAX
- AJAX Calendar.NET developer control
- Rialto Toolkit
- Script.aculo.us
- Backbase AJAX
- TIBCO General
- qooxdoo
- jQuery
- Dojo Toolkit
- Google Web Toolkit
- WAML
- Yahoo! UI Library, ou simplement YUI
- Ext JS
- Cooee
- Dhtmlx Toolkit

#### Basé sur leSVG
- airWRX
- SPARK

#### Basé sur leJava
- Abstract Window Toolkit (AWT)
- Swing
- Standard Widget Toolkit (SWT)
- Qt Jambi
- Tapestry components
- JavaFX (2+)

#### Basé sur leCou leC++
- Agar
- CEGUI
- CLX (Component Library for Cross-platform)
- dlib C++ Library
- Enlightened Widget Library
- FLTK
- FOX Toolkit
- GLUI
- GTK
- Juce
- Lgi
- MyGUI
- Nana C++
- Qt
- Quinta
- Tk
- Visual Component Framework
- wxWidgets
- YAAF
- XForms
- XVT

#### Basé sur lePascal
- IP Pascal
- Lazarus
- fpGUI

#### Basé surCURL
- CURL

## Pas encore classés
- GNUstep
- WINGs
- MetaCard